# هات شل ری
هات شل ری (انگلیسی: Hot Chelle Rae) یک گروه دنس-راک آمریکایی است که در سال ۲۰۰۵ در نشویل، تنسی شکل گرفت.